# Trizeuxis falcata
Trizeuxis falcata là một loài thực vật có hoa trong họ Lan. Loài này được Lindl. miêu tả khoa học đầu tiên năm 1821.

## Hình ảnh

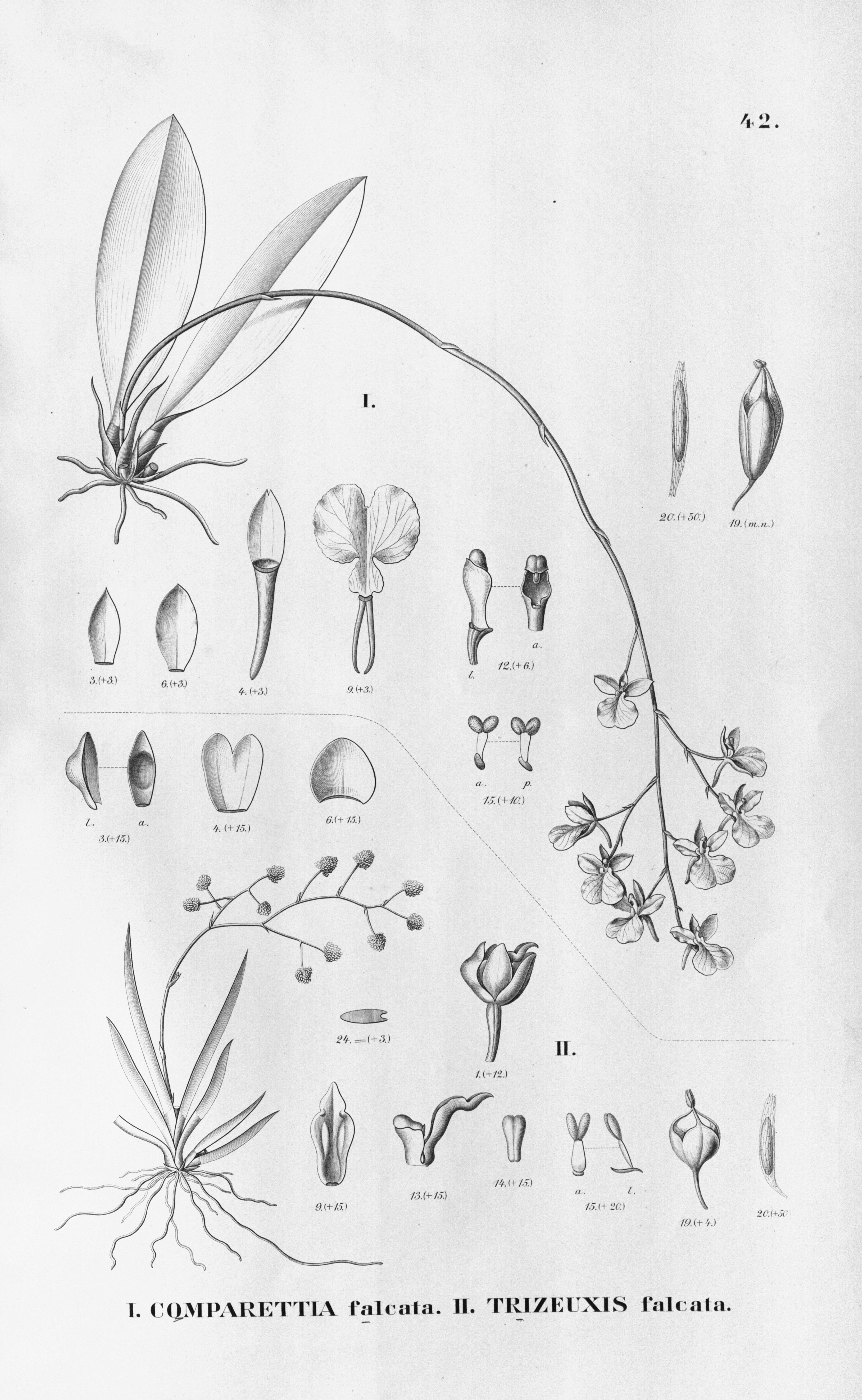
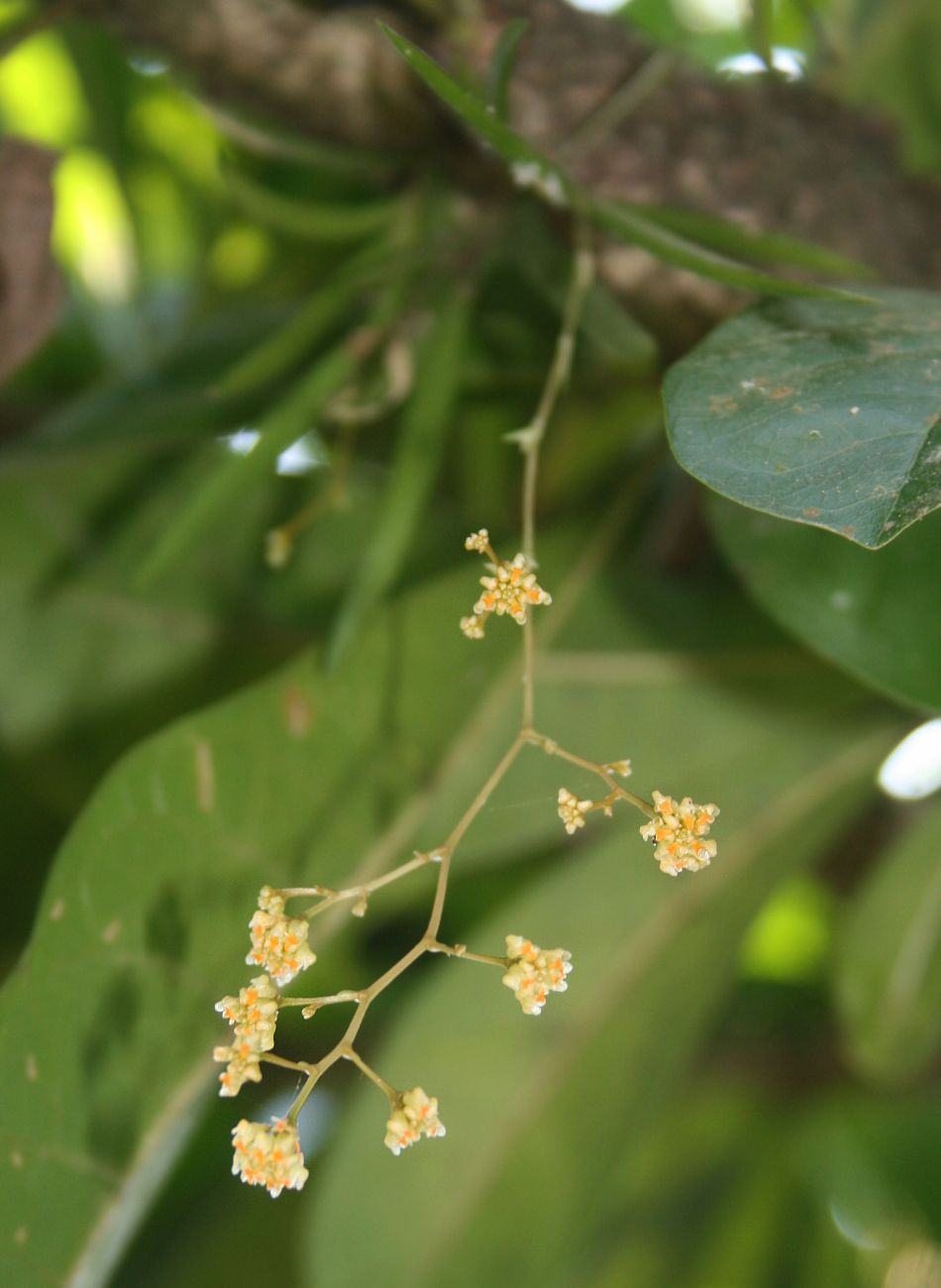
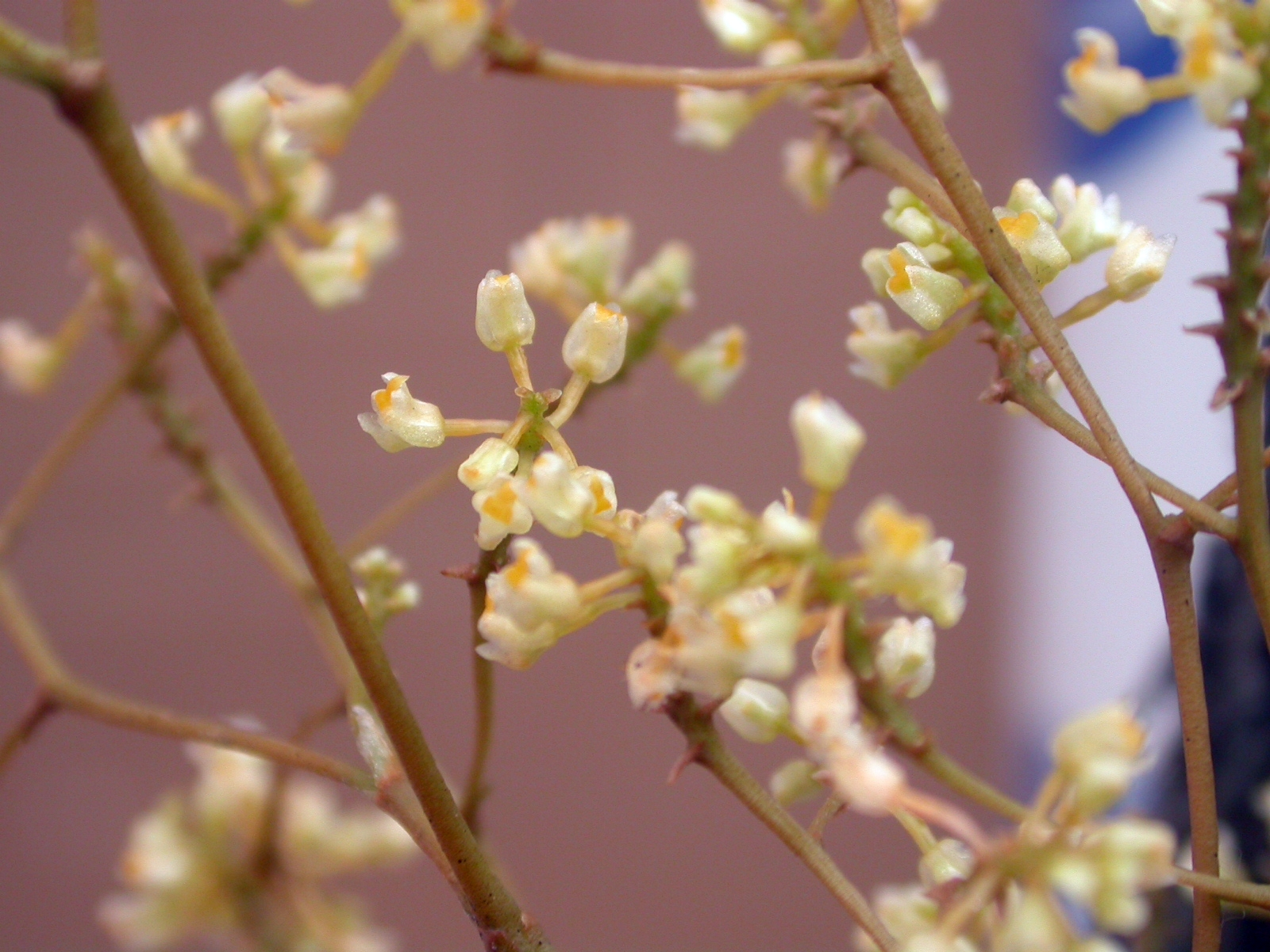
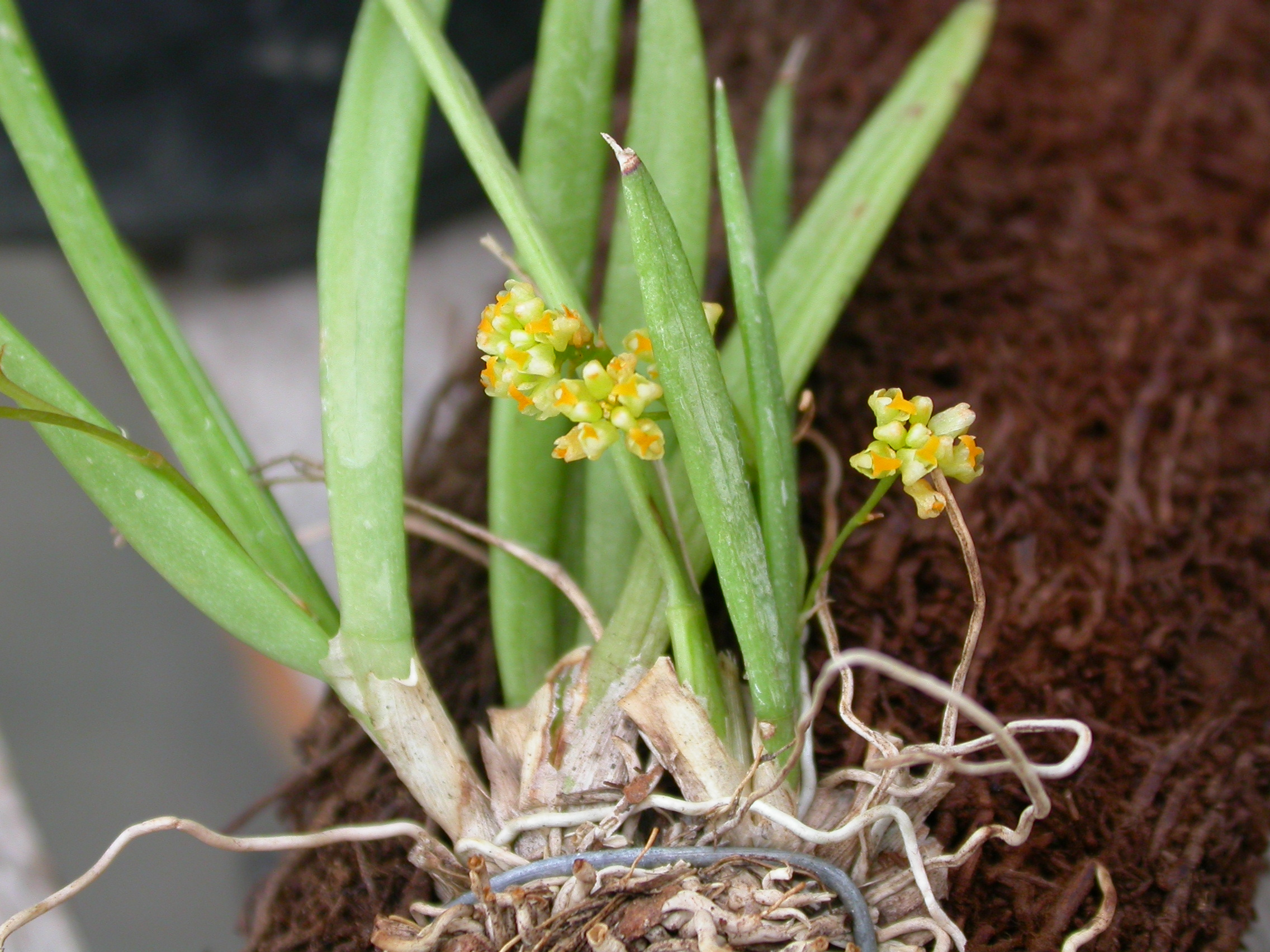